# Gwalia
Gwalia is een spookdorp in de regio Goldfields-Esperance in West-Australië.
Na de sluiting van de Sons of Gwalia-goudmijn in 1963 werd het plaatsje vrij snel verlaten. Daardoor kon het later in zijn oorspronkelijke staat worden hersteld. Het spookdorp is een openluchtmuseum.

## Geschiedenis
In maart 1896 ontdekten de goudzoekers A. Glendinning, Jack Carlson en Frank White goud in de streek. Ze werden door twee winkeliers uit Coolgardie gefinancierd, Thomas en Ernest Tobias.
Er werd een lease opgenomen op naam van Thomas Tobias. Tobias was van Welshe afkomst en de lease werd 'Sons of Gwalia' genoemd. Gwalia is een archaïsche naam voor Wales. Een jaar later werd de lease verkocht aan George Hall. Om de verdere ontwikkeling van de goudmijn te financieren sprak Hall de financier Bewick Moreing aan. Moreing zond een jonge ingenieur, de latere Amerikaanse president Herbert Hoover, toen 23 jaar oud, naar West-Australië. Hoover overtuigde Moreing om de lease te kopen.
Hoover werd aangesteld als manager van de mijn. Hij introduceerde efficiëntieverhogende en kostenbesparende maatregelen waaronder het aanwerven van Oostenrijkse en Italiaanse gastarbeiders. Onder Hoovers management werkten 500 mijnwerkers aan de goudmijn. Het naast de mijn ontstane plaatsje Gwalia had een winkel, kapperszaak, snoepwinkel, kleedmaker, slagerij, café en een bakkerij.
In 1901 werd Gwalia opgemeten maar het werd nooit officieel gesticht. Het maakte deel uit van het reeds op 15 april 1898 gestichte enkele kilometers meer noordelijk gelegen Leonora. In 1902 bereikte de Eastern Goldfields-spoorweg Gwalia en Leonora. Er werd een tram tussen Gwalia en Leonora ingelegd. Een jaar later, in 1903, werd een overheidshotel, het 'Gwalia State Hotel', geopend. Dit om de illegale verkoop van drank ('Sly Grog') tegen te gaan.
Door een brand in 1921 werden de mijnactiviteiten in de Sons of Gwalia-goudmijn twee jaar lang gestaakt. Na de heropening in 1923 bleef de mijn actief tot 1963. Er werd meer dan 70.000 kilogram goud geproduceerd. Na de sluiting van de goudmijn daalde Gwalia's bevolkingsaantal op korte tijd van ongeveer 1.500 tot 40 inwoners.
In 1981 richtten de gebroeders Peter en Chris Lalor de onderneming 'Sons of Gwalia' op. Ze verwerkten eerst het oude mijnafval en openden de goudmijn vervolgens in dagbouw. In 1999 werd terug met ondergrondse mijnactiviteiten gestart.

## 21e eeuw
Gwalia maakt deel uit van het lokale bestuursgebied (LGA) Shire of Leonora. Het district probeert het plaatsje in zijn oorspronkelijke staat te bewaren.
In 2004 vroeg de onderneming 'Sons of Gwalia' het faillissement aan. De goudmijn werd vervolgens aan 'St Barbara Ltd' verkocht. Ze is anno 2019 met een diepte van 1.660 meter de diepste voor voertuigen bereikbare goudmijn ter wereld. Tegen 2031 schat men op een diepte van 2.300 meter naar goud te delven. (In Zuid-Afrika bestaan mijnen met een diepte van 5.000 meter.)
In de jaren 2010 maakte Gwalia het onderwerp van een vijfjarige restauratieproject uit. Het 'Hoover House', het 'Gwalia Museum', de oorspronkelijke schachtbok, 22 mijnwerkerhuisjes en het historisch centrum werden gerestaureerd. Het project won de 'Western Australian Heritage Awards'.

## Toerisme
- De The Golden Quest Discovery Trail doet Gwalia aan.
- Het Gwalia Museum is ondergebracht in de voormalige kantoren van de Sons of Gwalia-goudmijn.
- In het Hoover House, de woning die de latere Amerikaanse president Herbert Hoover als manager betrok, is een bed and breakfast ondergebracht.[6]

## Transport
Gwalia ligt 828 kilometer ten oostnoordoosten van de West-Australische hoofdstad Perth, 236 kilometer ten noorden van Kalgoorlie en 4 kilometer ten zuiden van het langs de Goldfields Highway gelegen Leonora, de hoofdplaats van het lokale bestuursgebied waarvan het deel uitmaakt.
De spoorweg die langs Gwalia loopt maakt deel uit van het goederenspoorwegnetwerk van Arc Infrastructure.

## Klimaat
Gwalia kent een warm woestijnklimaat, BWh volgens de klimaatclassificatie van Köppen.

## Galerij

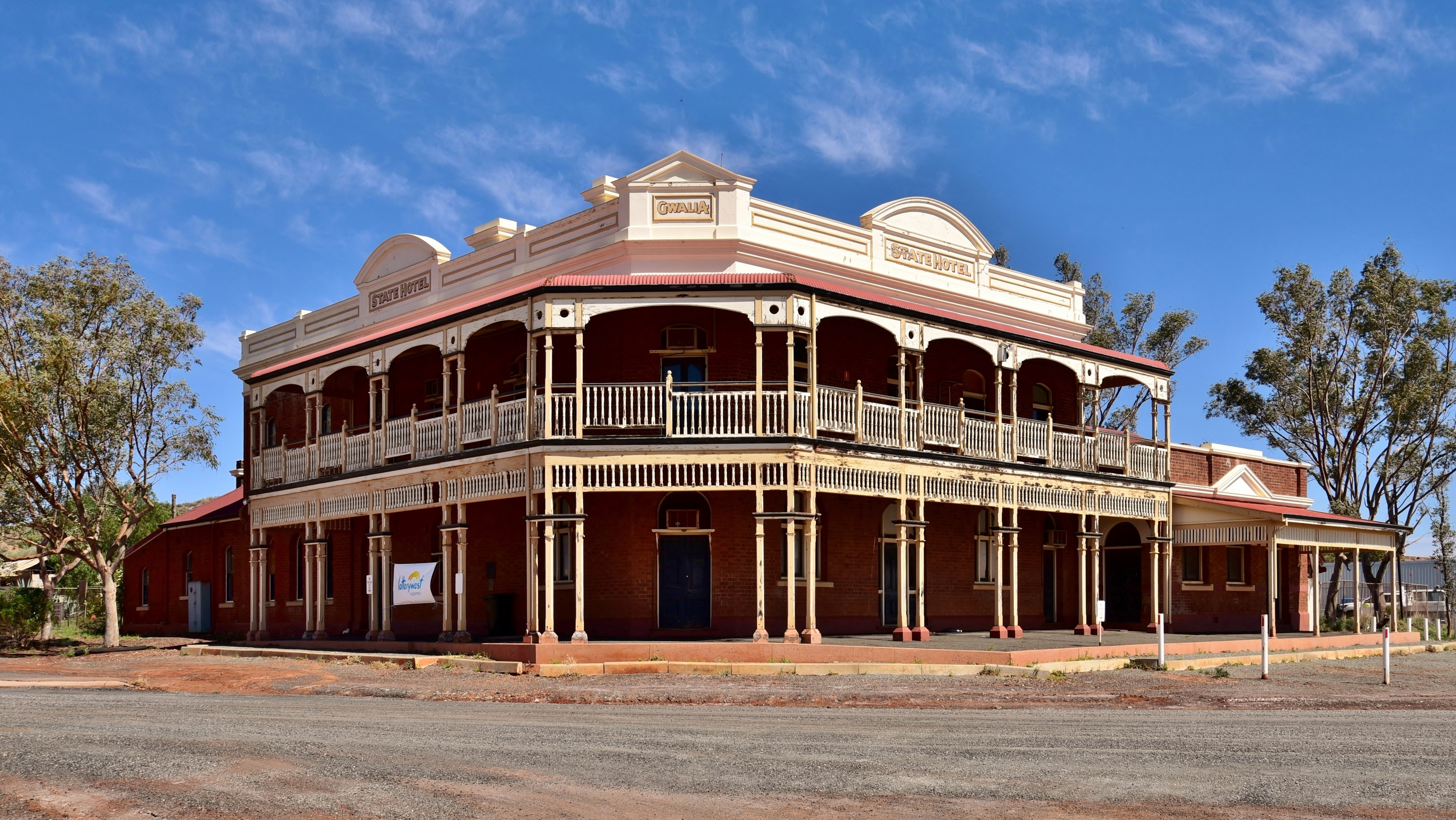
'State Hotel' buitenkant
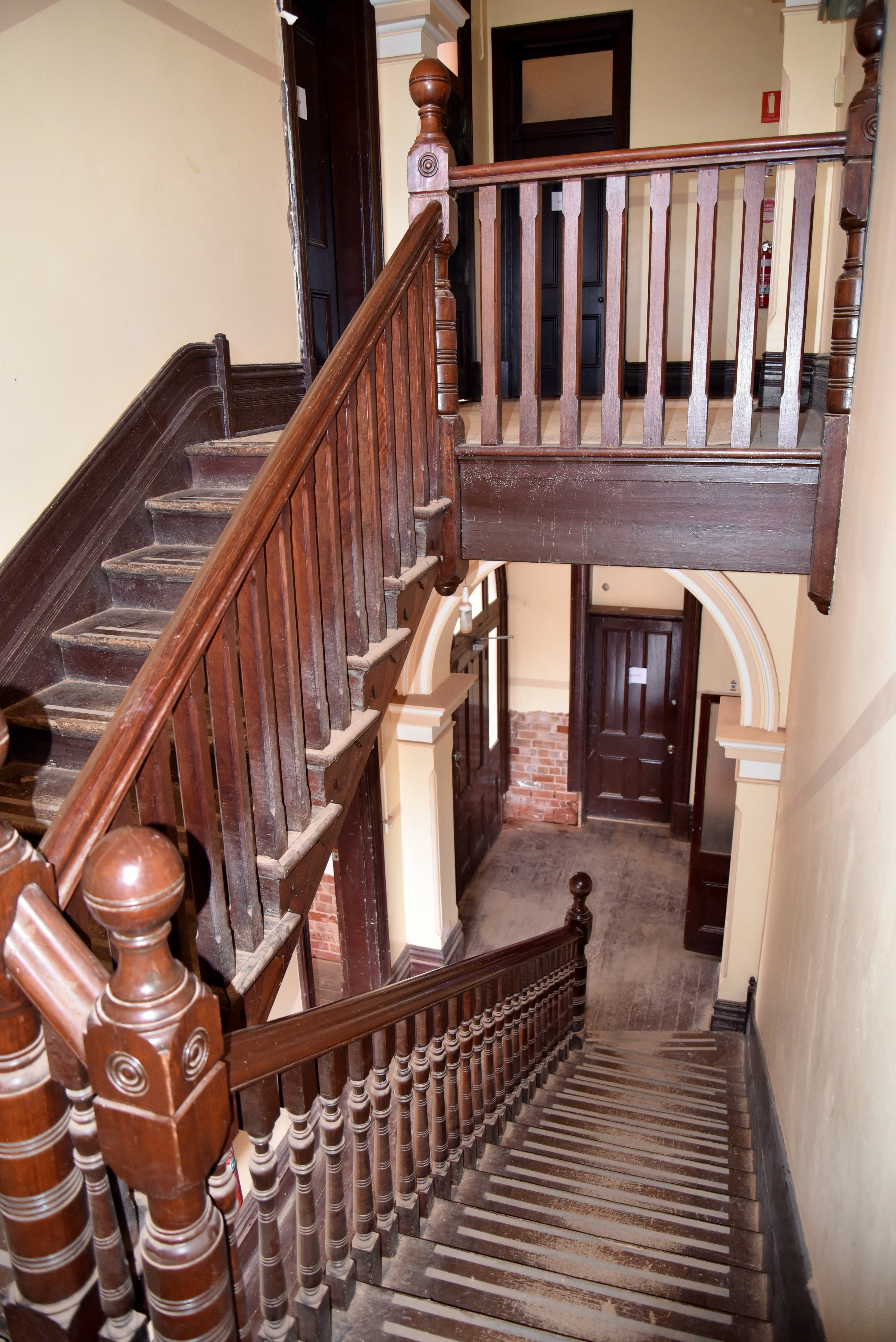
'State Hotel' binnenkant
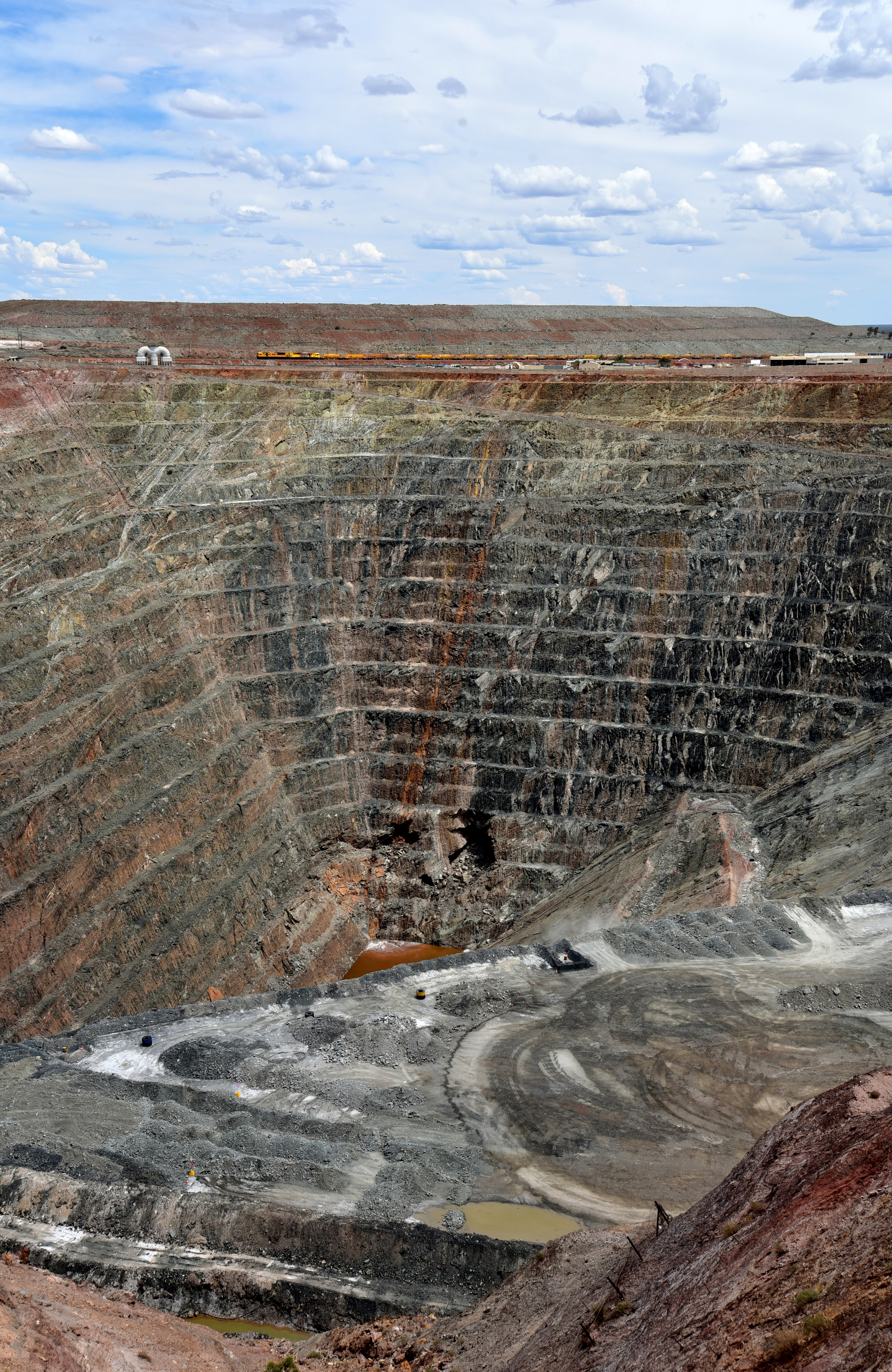
Sons of Gwalia-goudmijn in 2018
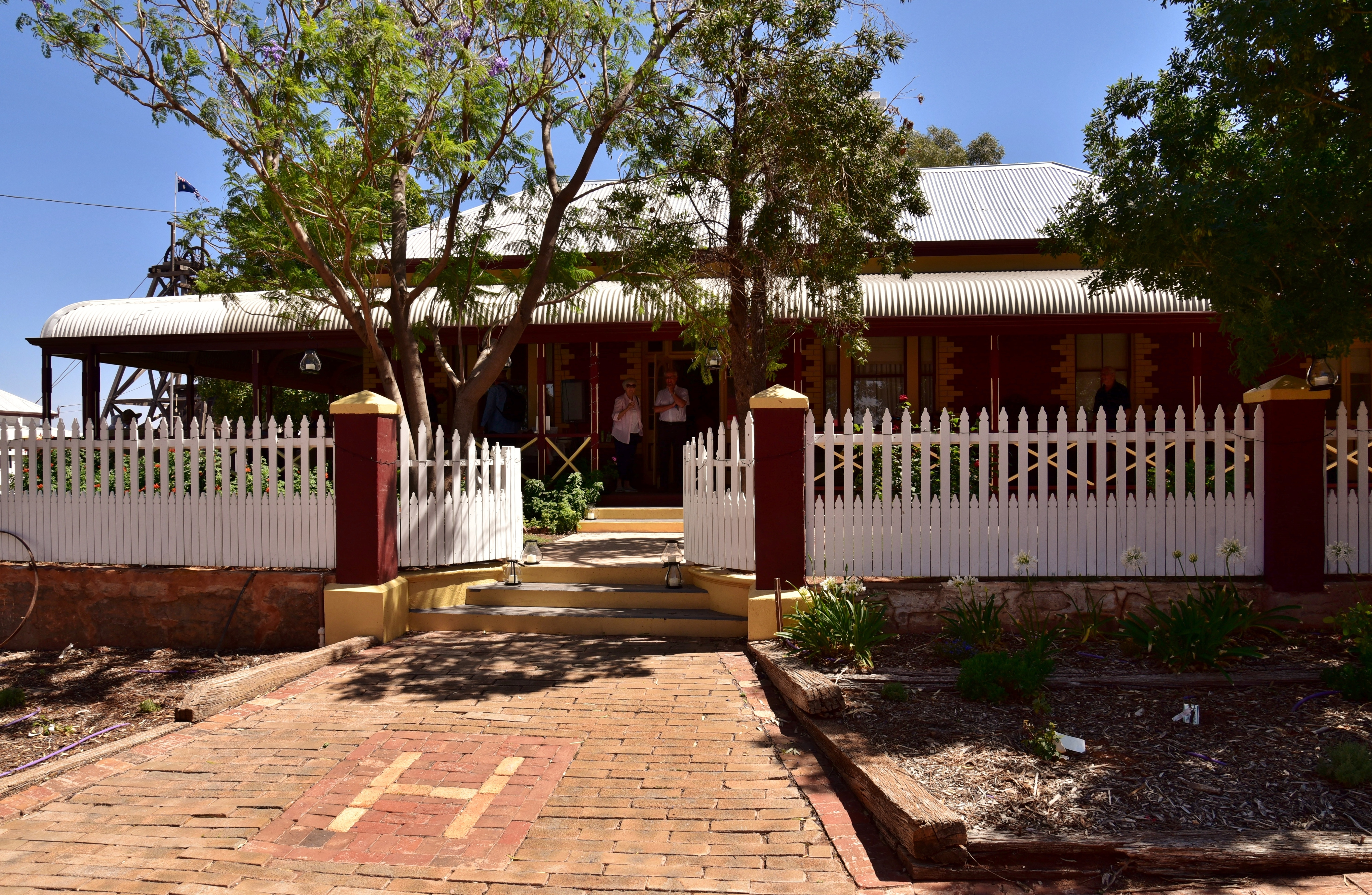
'Hoover House'
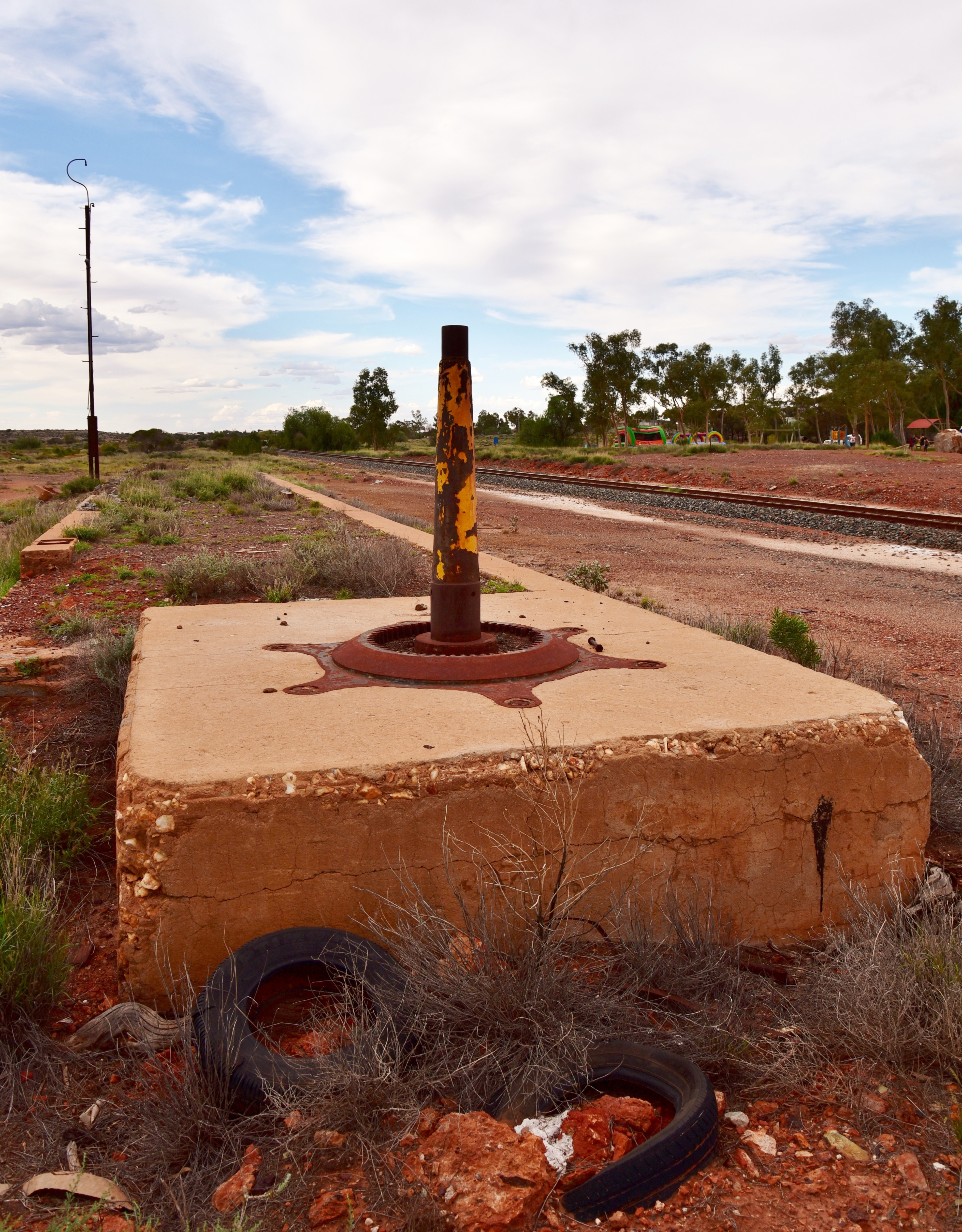
locatie voormalig spoorwegstation
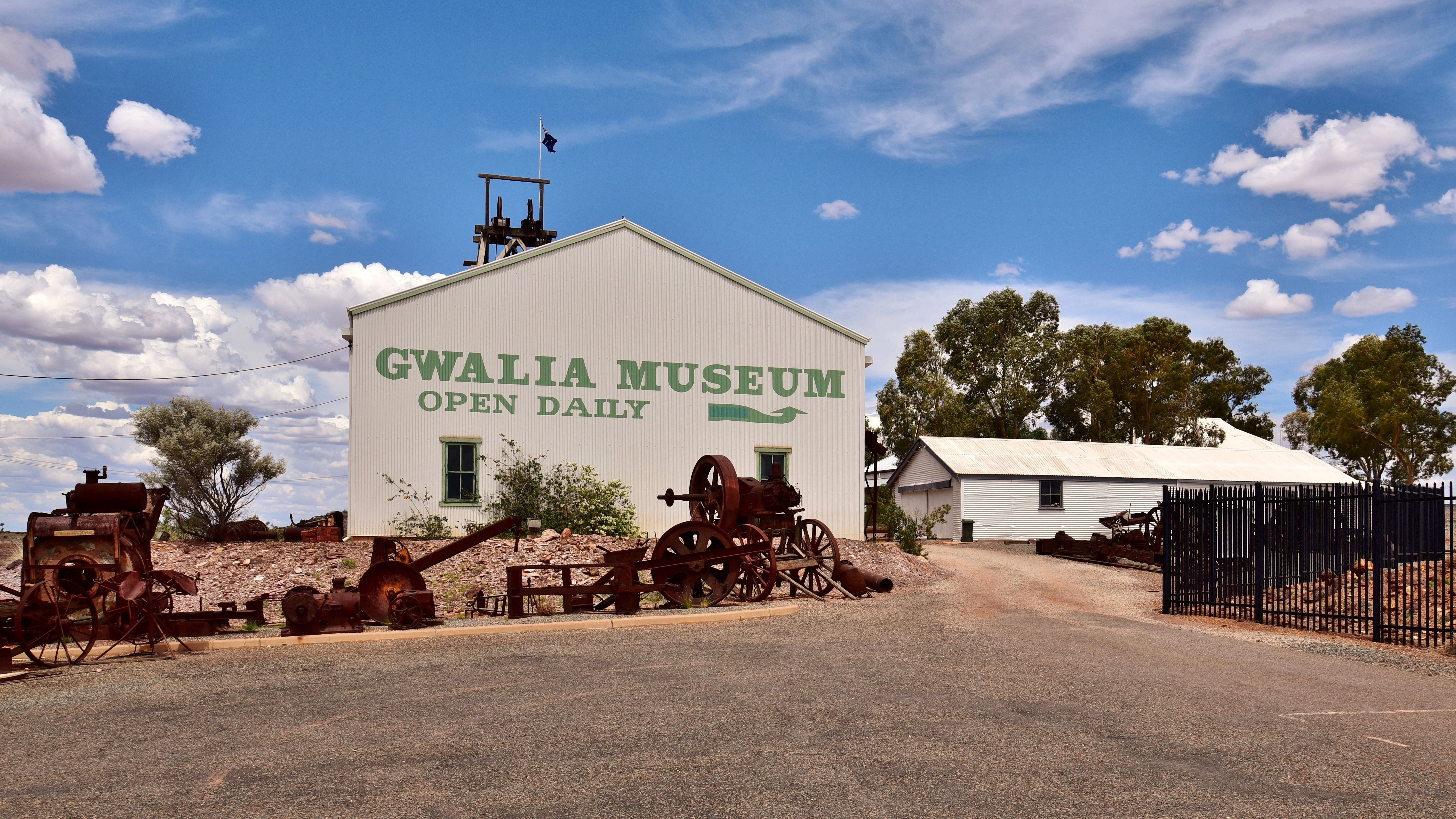
'Gwalia Museum'

Agnew · Balagundi · Balgarri · Bardoc · Beria · Black Flag · Bonnie Vale · Boorara · Boulder · Broad Arrow · Buldania · Bullabulling · Bulong · Burbanks · Burtville · Callion · Cascade · Comet Vale · Condingup · Coolgardie · Coonana · Cosmo Newbery · Cundeelee · Dalyup · Davyhurst · Duketon · Dundas · Dunnsville · Esperance · Eucla · Eulaminna · Euro · Feysville · Forrest · Gibson · Gindalbie · Golden Ridge · Goongarrie · Grass Patch · Gudarra · Gwalia · Higginsville · Hopetoun · Israelite Bay · Jerdacuttup · Kalgoorlie · Kambalda · Kambalda West · Kanowna · Kathleen · Kintore · Kookynie · Kurnalpi · Kunanalling · Kundana · Kurrajong · Kurrawang · Lakewood · Laverton · Lawlers · Leinster · Leonara · Linden · Londonderry · Loongana · Malcolm · Menzies · Mertondale · Mount Burges · Mount Ida · Mount Margaret · Mount Morgans · Mulgarrie · Mulwarrie · Mulline · Mungari · Munglinup · Murrin Murrin · Niagara · Norseman · Ora Banda · Princess Royal · Ravensthorpe · Rawlinna · Salmon Gums · Scaddan · Sir Samuel · Tampa · Vivien · Warburton · Waverley · Widgiemooltha · Windanya · Wingellina · Woodarra · Yarri · Yerilla · Yunndaga · Yundamindera · Zanthus